# Częstochowas spårvägar
Częstochowas spårvägar omfattar ett 14,7 km långt spårvägsnät i den polska staden Częstochowa som trafikeras av tre linjer.

## Historia
Spårvägen i Częstochowa öppnades 1959 och är därmed den första nya spårvägen som öppnats i Polen efter andra världskriget. Det fanns planer att bygga en spårväg här redan år 1903. Den första sträckan som öppnades var dubbelspårig och 7,1 km lång från Zawada (pętla) till Mirów (pętla). Spårvägen fick dagens sträckning 1984. Från början användes Konstal 4N vagnar för trafiken, dessa kompletterades senare av Konstal 102Na och slutligen kom Konstal 105Na vagnar till staden. Den sista Konstal 4N vagnen togs ur trafik 1988 och år 2000 var det slut med Konstal 102Na, då kom Konstal 105Na sköta all trafik. Spårvägen byggs nu ut med en gren söder ut till Błeszna.

## Trafik

Linjenätet i Częstochowa.

### Linjer
| Linje | Sträcka                            |
| ----- | ---------------------------------- |
| 1     | Fieldorfa-Nila ⟷ Kucelin Szpital   |
| 1     | Raków Dworzec PKP → Fieldorfa-Nila |
| 2     | Fieldorfa-Nila → Raków Dworzec PKP |
| 3     | Fieldorfa-Nila ⟷ Stadion Raków     |

Linje 1 trafikeras dagligen 4:30 till 23:30, linje 2 går samma sträcka som linje 1 men vänder redan vid Raków Dworzec PKP och går tillbaka till Fieldorfa-Nila som linje 1.

## Vagntyper
| Model         | Bild | Antal |
| ------------- | ---- | ----- |
| 4N1+4ND1      |      | 1+1   |
| 102Na         |      | 1     |
| 105Na         |      | 26    |
| 129Nb         |      | 7     |
| PESA Twist II |      | 10    |